# Lizette Woodworth Reese
Lizette Woodworth Reese (ur. 9 stycznia 1856, Baltimore w stanie Maryland, zm. 17 grudnia 1935, tamże) – poetka amerykańska.

## Życiorys
Lizette Woodworth Reese urodziła się w Balitimore jako córka Louisy Gabler i Davida Reese'a. Miała siostrę bliźniaczkę Sophię. Uczyła się w publicznych szkołach w Baltimore i ukończyła działającą w tym mieście Eastern High School. Po otrzymaniu dyplomu w 1871 roku została nauczycielką w St. John's Parish School. W następnym roku w piśmie Southern Magazine opublikowała swój pierwszy wiersz The Deserted House (Opuszczony dom). W latach dwudziestych była poetką ogólnie szanowaną i podziwianą. Porównywano ją nawet do Emily Dickinson. Poetka zmarła 17 grudnia 1935 roku w wieku siedemdziesięciu dziewięciu lat. Została pochowana na Saint John's Episcopal Cemetery w Baltimore. Jej przyjaciółka, rzeźbiarka Grace Turnbull, dla upamiętnienia jej wykonała w marmurze posąg The Good Shepherd (Dobry Pasterz), który obecnie stoi przed Eastern High School w Baltimore.

## Twórczość
Lizette Woodworth Reese w ciągu swojego długiego życia wydała wiele tomików poetyckich, między innymi A Branch of May (Majowa gałązka, 1887), A Quiet Road (Spokojna droga, 1916), Spicewood (Wawrzyny, 1920) i Selected Poems (Poezje wybrane, 1926). Tomik A Handful of Lavender (Naręcze lawendy) z 1891 roku dedykowała pamięci Sidneya Laniera. Jej najbardziej znanym wierszem jest sonet Tears (Łzy). Inne znane utwory to Writ In A Book Of Welsh Verse (Zapisane w antologii poezji walijskiej), Keats, A Haunting Memory (Powracające wspomnienie) i A Violin At Dusk (Skrzypce o zmierzchu). Poetka dbała o formę wersyfikacyjną swoich utworów. Wiersz poświęcony Tomaszowi À Kempis (Thomas À Kempis) napisała zmodyfikowaną angielską strofą saficką, składającą się z trzech wersów jambicznych pięciostopowych i jednego trójstopowego.